# Futebol nos Jogos Olímpicos de Verão da Juventude de 2014 - Torneio masculino
O Futebol nos Jogos Olímpicos de Verão da Juventude de 2014 decorreu, no torneio masculino, no Estádio do Centro Desportivo de Jianging em Nanquim, China.

## Arbitragem
A FIFA divulgou os seis trios de arbitragem masculinos que atuaram nos Jogos Olímpicos da Juventude:
| Árbitros             | Assistentes                            |
| AFC                  | AFC                                    |
| -------------------- | -------------------------------------- |
| CHN Fu Ming          | CHN Cao Yi CHN Ma Ji                   |
| CAF                  |                                        |
| SEN Maguette N'Diaye | ANG Jerson dos Santos CMR Elvis Noupue |
| CONCACAF             |                                        |
| CRC Ricardo Montero  | GUA Marco Díaz SLV Geovany García      |

| Árbitros               | Assistentes                              |
| CONMEBOL               | CONMEBOL                                 |
| ---------------------- | ---------------------------------------- |
| URU Daniel Fedorczuk   | PAR Eduardo Cardozo VEN Luis Murillo     |
| OFC                    |                                          |
| TAH Abdelkader Zitouni | TAH Paul Ahupu COK Terry Piri            |
| UEFA                   |                                          |
| SUI Sascha Amhof       | SUI Alain Heiniger SUI Remigius Zgraggen |

## Fase de grupos
Os vencedores e segundos classificados de cada grupo avançam para as meias-finais. A classificação será determinada da seguinte forma:
1. pontos obtidos em todos os jogos do grupo;
2. diferença de golos em todos os jogos do grupo;
3. número de golos apontados em todos os jogos do grupo;

Se duas ou mais equipas ficarem iguais na base acima mencionada, aplicam-se estes critérios de desempate:
1. pontos obtidos nos jogos entre as equipas empatadas;
2. diferença de golos nos jogos entre as equipas empatadas;
3. número de golos apontados nos jogos entre as equipas envolvidas;
4. sorteio pelo Comité Organizador da FIFA.

| Legenda das cores nas tabelas | Legenda das cores nas tabelas                                                  |
| ----------------------------- | ------------------------------------------------------------------------------ |
|                               | Vencedores e segundos classificados de cada grupo avançam para as meias-finais |

Todos os horários são pela hora padrão chinesa (UTC+8).

### Grupo C
| Pos. | Seleção  | Pts | J | V | E | D | GP | GC | SG |
| ---- | -------- | --- | - | - | - | - | -- | -- | -- |
| 1    | Peru     | 6   | 2 | 2 | 0 | 0 | 5  | 2  | +3 |
| 2    | Islândia | 3   | 2 | 1 | 0 | 1 | 6  | 2  | +4 |
| 3    | Honduras | 0   | 2 | 0 | 0 | 2 | 1  | 8  | –7 |

| 15 de agosto  | Honduras | 0 – 5     | Islândia                                                                                             | Estádio do Centro Desportivo de Jianging       |
| 18:00 (UTC+8) |          | Relatório | Kolbeinn Birgir Finnsson 15' (pen.) · Aron Kari Adalsteinsson 40+1' · Helgi Gudjonsson 41', 59', 73' | Público: 8 312 Árbitro: TAH Abdelkader Zitouni |

| 18 de agosto  | Islândia                      | 1 – 2     | Peru                                              | Estádio do Centro Desportivo de Jianging |
| 18:00 (UTC+8) | Torfi Timoteus Gunnarsson 42' | Relatório | Kristofer Ingi Kristinsson 4' · Gerald Tavara 26' | Público: 8 146 Árbitro: CHN Fu Ming      |

| 21 de agosto  | Peru                                                                           | 3 – 1     | Honduras          | Estádio do Centro Desportivo de Jianging     |
| 18:00 (UTC+8) | Franklin Gil 34' (pen.) · Cristoger Olivares 37' (pen.) · Quilian Meléndez 74' | Relatório | Alex Laureano 77' | Público: 8 466 Árbitro: SEN Maguette N'Diaye |

### Grupo D
| Pos. | Seleção       | Pts | J | V | E | D | GP | GC | SG  |
| ---- | ------------- | --- | - | - | - | - | -- | -- | --- |
| 1    | Coreia do Sul | 6   | 2 | 2 | 0 | 0 | 14 | 0  | +14 |
| 2    | Cabo Verde    | 3   | 2 | 1 | 0 | 1 | 7  | 6  | +1  |
| 3    | Vanuatu       | 0   | 2 | 0 | 0 | 2 | 1  | 16 | –15 |

| 15 de agosto  | Cabo Verde | 0 – 5     | Coreia do Sul                                                                         | Estádio do Centro Desportivo de Jianging     |
| 20:45 (UTC+8) |            | Relatório | Kim Gyuhyeong 4' · Jeong Wooyeong 23' (pen.) · Joo Hwimin 36', 69' · Kim Seongjun 59' | Público: 8 312 Árbitro: URU Daniel Fedorczuk |

| 18 de agosto  | Coreia do Sul                                                                                         | 9 – 0     | Vanuatu | Estádio do Centro Desportivo de Jianging    |
| 20:45 (UTC+8) | Jeong Wooyeong 10' · Kim Gyuhyeong 14', 26', 31', 59' · Benson Rarua 53' · Lee Jiyong 62', 68', 80+1' | Relatório |         | Público: 9 653 Árbitro: CRC Ricardo Montero |

| 21 de agosto  | Vanuatu           | 1 – 7     | Cabo Verde                                                              | Estádio do Centro Desportivo de Jianging |
| 20:45 (UTC+8) | Jules Bororoa 11' | Relatório | Kenny 2' · Andradino 6' (pen.), 72' · Ricardo 8', 19', 58' · Kelvin 67' | Público: 8 466 Árbitro: SUI Sascha Amhof |

## Fase a eliminar

### Meias-finais
| 24 de agosto  | Peru                                                       | 3 – 1     | Cabo Verde   | Estádio do Centro Desportivo de Jianging     |
| 18:00 (UTC+8) | Franklin Gil 49' (pen.) · Fabio 57' · Fernando Pacheco 63' | Relatório | Andradino 2' | Público: 12 201 Árbitro: CRC Ricardo Montero |

| 24 de agosto  | Coreia do Sul  | 1 – 1     | Islândia             | Estádio do Centro Desportivo de Jianging      |
| 20:45 (UTC+8) | Joo Hwimin 63' | Relatório | Helgi Gudjonsson 60' | Público: 12 201 Árbitro: URU Daniel Fedorczuk |

|                                  |       | Penalidades                                                            |  |
| Lee Sangsu Joo Hwimin Kim Mingyu | 3 – 1 | Kolbeinn Finnsson Alex Thor Hauksson Helgi Gudjonsson Torfi Gunnarsson |  |

### Jogo para o 5º lugar
| 25 de agosto  | Honduras                                                           | 5 – 0     | Vanuatu | Estádio do Centro Desportivo de Jianging       |
| 20:45 (UTC+8) | Darwin Diego 2' · Alex Laureano 15' · Mikel Santos 21', 40+1', 64' | Relatório |         | Público: 8 102 Árbitro: TAH Abdelkader Zitouni |

### Jogo para a medalha de bronze
| 27 de agosto  | Cabo Verde | 0 – 4     | Islândia                                                                               | Estádio do Centro Desportivo de Jianging |
| 18:00 (UTC+8) |            | Relatório | Kolbeinn Finnsson 14' (pen.) · Torfi Gunnarsson 40' · Fabio 42' · Helgi Gudjonsson 61' | Público: 15 603 Árbitro: CHN Ming Fu     |

### Final
| 27 de agosto  | Peru                                    | 2 – 1     | Coreia do Sul      | Estádio do Centro Desportivo de Jianging  |
| 20:45 (UTC+8) | Franklin Gil 41' · Fernando Pacheco 55' | Relatório | Jeong Wooyeong 16' | Público: 15 603 Árbitro: SUI Sascha Amhof |

## Classificação final
| Lugar             | CON           |
| ----------------- | ------------- |
| Medalha de ouro   | Peru          |
| Medalha de prata  | Coreia do Sul |
| Medalha de bronze | Islândia      |
| 4º                | Cabo Verde    |
| 5º                | Honduras      |
| 6º                | Vanuatu       |